# Dunărea Galați în sezonul 2003-2004
Sezonul 2003-2004  este ultimul sezon pentru Dunărea Galați în liga a a III-a. Echipa se clasează pe primul loc cu Mihai Ciobanu antrenor, dar acesta nu dorește totuși să continue cu echipa și în liga a II-a și pleacă în schimb la Dacia Unirea Brăila, astfel că în 2004-2005 la echipă vor antrena Viorel Ion și Nicolae Burcea respectiv exact în acel sezon echipa este foarte aproape de a promova în liga I dar numărul obținut de egaluri și de înfrângeri nu neaparat victorii au scăzut din păcate șansele promovării, astfel că până în 2013-2014 sau 2014-2015 echipa va evolua doar în liga a-II-a. 

## Echipă
| Nr. |         | Poziție | Jucător             |
| --- | ------- | ------- | ------------------- |
| -   | România | P       | Iulian Olteanu      |
| -   | România | P       | Alexandru Tănășilă  |
| -   | România | F       | Jean Bogza          |
| -   | România | F       | Silviu Izvoranu     |
| -   | România | F       | Adrian Ariton       |
| -   | România | F       | Claudiu Velescu     |
| -   | România | F       | Sorin Chirciu       |
| -   | România | F       | Adrian Silian       |
| -   | România | F       | Ionuț Bozean        |
| -   | România | M       | Florin Cramer       |
| -   | România | M       | Dumitru Horovei     |
| -   | România | M       | Valentin Stan       |
| -   | România | M       | Adrian Negraru      |
| -   | România | M       | Ciprian Milea       |
| -   | România | M       | Marian Nejneru      |
| -   | România | M       | Alexandru Bourceanu |
| -   | România | A       | Sorin Drăgan        |
| -   | România | A       | Marius Matei        |
| -   | România | A       | Eduard Șotrocan     |
| -   | România | A       | Aurelian Podașcă    |
| -   | România | A       | Romeo Buteseacă     |

## Transferuri

### Sosiri
| Post | Jucător         | De la echipa  | Suma de transfer  | Dată |  | ---- |
| ---- | --------------- | ------------- | ----------------- | ---- |  | ---- |
| F    | Claudiu Velescu | Oțelul Galați | liber de contract | -    |  |      |
| A    | Romeo Buteseacă | FC Vaslui     | liber de contract | -    |  |      |

### Plecări
| Post | Jucător         | De la echipa  | Suma de transfer  | Dată |  | ---- |
| ---- | --------------- | ------------- | ----------------- | ---- |  | ---- |
| F    | Silviu Izvoranu | Oțelul Galați | liber de contract | -    |  |      |
| M    | Alin Pânzaru    | FC Vaslui     | liber de contract | -    |  |      |

Clasamentul după 26 de etape se prezintă astfel:

## Seria III

### Rezultate
| Victorii | Egaluri | Înfrângeri | Cea mai mare victorie | Cea mai mare înfrangere |

### Sezon intern
| 1  | Conpet Ploiești       | Dunărea Galați        |  | 1-0 |
| 2  | Dunărea Galați        | Faur București        |  | 3-0 |
| 3  | Dunărea Galați        | Petrolistul Boldești  |  | 2-0 |
| 4  | Olimpia Râmnicu Sărat | Dunărea Galați        |  | 2-3 |
| 5  | Dunărea Galați        | Aerostar Bacău        |  | 2-1 |
| 6  | Petrolul Brăila       | Dunărea Galați        |  | 0-1 |
| 7  | Dunărea Galați        | Chimia Brazi          |  | 3-0 |
| 8  | Petrolul Berca        | Dunărea Galați        |  | 2-1 |
| 9  | Dunărea Galați        | Metalul Băicoi        |  | 0-0 |
| 10 | Dinamo Coral Tulcea   | Dunărea Galați        |  | 0-5 |
| 11 | Dunărea Galați        | Uztel Ploiești        |  | 3-0 |
| 12 | FC Willy Bacău        | Dunărea Galați        |  | 0-2 |
| 13 | Dunărea Galați        | Mondial Brăila        |  | 1-0 |
| 14 | Dunărea Galați        | Conpet Ploiești       |  | 2-1 |
| 15 | Faur București        | Dunărea Galați        |  | 0-1 |
| 16 | Petrolistul Boldești  | Dunărea Galați        |  | 1-1 |
| 17 | Dunărea Galați        | Olimpia Râmnicu Sărat |  | 3-1 |
| 18 | Aerostar Bacău        | Dunărea Galați        |  | 3-2 |
| 19 | Dunărea Galați        | Petrolul Brăila       |  | 2-0 |
| 20 | Chimia Brazi          | Dunărea Galați        |  | 2-0 |
| 21 | Dunărea Galați        | Petrolul Berca        |  | 3-0 |
| 22 | Metalul Băicoi        | Dunărea Galați        |  | 0-3 |
| 23 | Dunărea Galați        | Dinamo Coral Tulcea   |  | 1-0 |
| 24 | Uztel Ploiești        | Dunărea Galați        |  | 1-2 |
| 25 | Dunărea Galați        | FC Willy Bacău        |  | 4-1 |
| 26 | Mondial Brăila        | Dunărea Galați        |  | 0-4 |